# 查普曼 (阿拉巴馬州)
查普曼（英語：Chapman）是一個位於美國阿拉巴馬州巴特勒縣的非建制地區。該地的面積和人口皆未知。

## 地理
查普曼的座標為31°40′17″N 86°42′44″E / 31.671389°N 86.712222°E，而該地最高點為海拔高度79米（即259英尺）。